# Pierre Boaistuau
Pour les articles homonymes, voir Launay.
Pierre Boaistuau, dit Pierre Launay, né en 1517 à Nantes, mort en 1566 à Paris, était un compilateur, traducteur et écrivain français.

## Biographie
Premier éditeur des nouvelles de Marguerite de Navarre, il est l’inventeur de deux des genres les plus caractéristiques de la seconde moitié du XVIe siècle, l’« histoire tragique » et l’« histoire prodigieuse », auteur d’un des plus grands succès européens de son temps, le Théâtre du Monde (1558). Donné comme une traduction de Chelidonius, cet ouvrage nous fait visiter sa bibliothèque et montre l’éclectisme de ses préférences. En 1559, il offre à la reine Elisabeth d'Angleterre la première mouture de ses Histoires prodigieuses.
C’est lui qui fit connaître à l’Europe l’histoire de Roméo et Juliette, en traduisant en français cette nouvelle de l'Italien Matteo Bandello. Et c'est au travers de sa traduction que William Shakespeare découvrira cette histoire. Ce récit fait partie de 6 nouvelles traduites de Bandello, et qui composent les Histoires Tragiques, genre dont Boaistuau est le premier représentant en français.
Il pratique encore les auteurs et les témoins les plus précieux : Érasme, Josse Clichtove, Agrippa, Étienne Dolet. La guerre lui fait horreur.[à développer]

## Œuvres

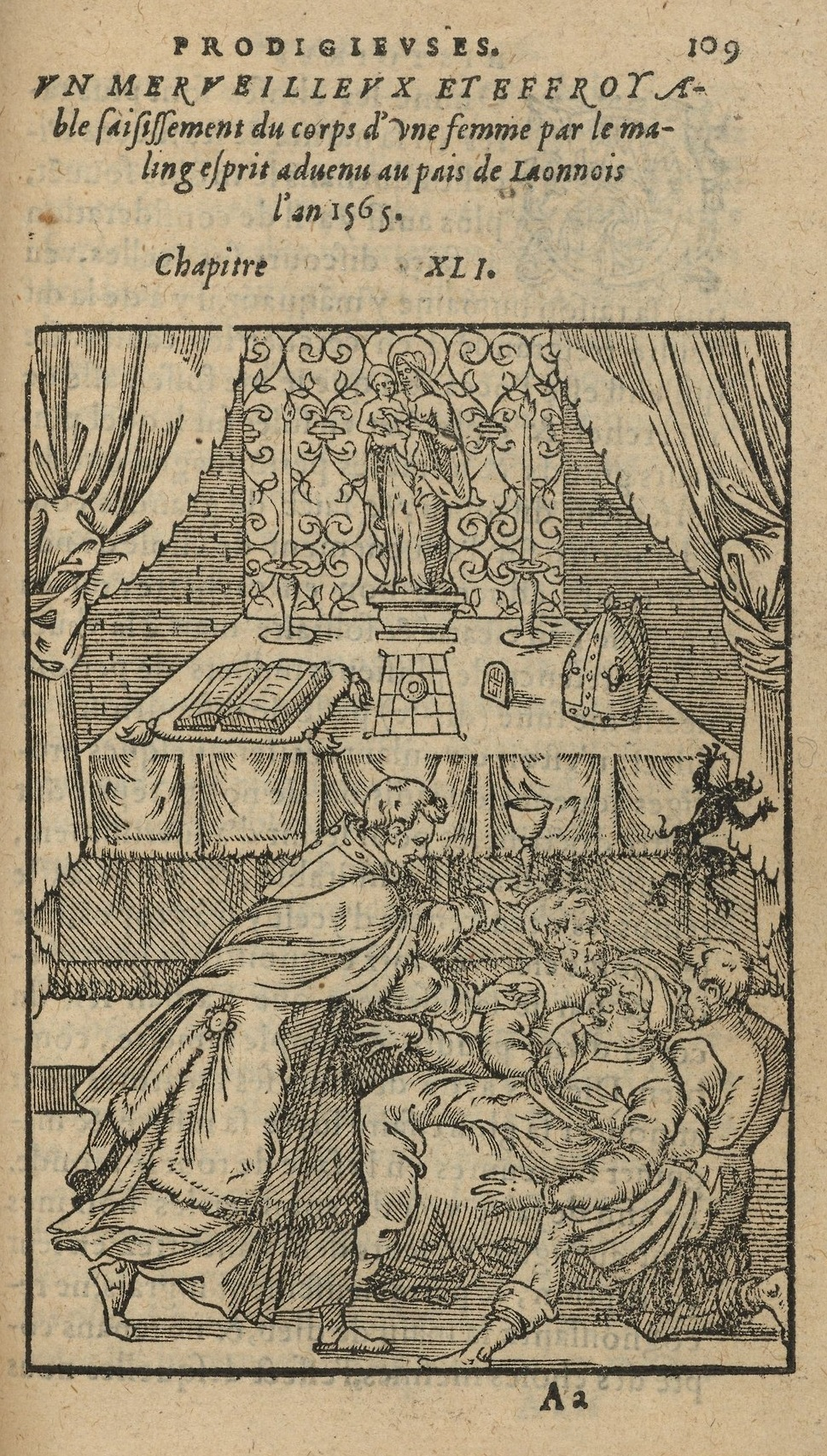
Illustration tirée dHistoires prodigieuses (1575)

### Histoire prodigieuse
- Histoires prodigieuses les plus mémorables qui ayent esté observées, depuis la Nativité de Iesus Christ, iusques à nostre siècle: Extraites de plusieurs fameux autheurs, Grecz, & Latins, sacrez & profanes. Paris, Jean Longis & Robert le Mangnier 1560. Il rassemble les histoires les plus étranges de monstres, diables, animaux marins tels les néréïdes, tritons, sirènes, poissons volants, etc.
- Prodigieuses, extraictes de plusierus fameux autheurs, Grecs et Latins, sacez et prophanes: mise en nostre langue par P. (B., surnommé Launay), natif de Bretagne: avec les pourtraitcts et figures (...) A Paris. pour Vincent Norment, et Jeanne Bruneau (...) 1566. Les histoires prodigieuses traitent des prodiges opérés par le Diable, des démons et plus particulièrement des monstres. Des causes principales de la génération des monstres, des monstres marins, des enfantements monstrueux, des siamois, des monstres mi-homme mi-bête, déluges et autres bizarreries de la nature.

Les Histoires prodigieuses de Boaistuau connaissent un très grand succès : de 1560 à 1594, l'ouvrage connait 9 éditions, dont 8 posthumes. Ceci indique l'existence à cette époque d'un public intéressé aux monstres, prodiges et autres abominations. Cet intérêt prolonge celui de l'Antiquité classique (de la mythologie à la philosophie naturelle), et celui de l'occident médiéval (encyclopédies, livres de merveilles, récits de voyages...).
L'ouvrage se compose de 44 récits, 14 concernent les monstres, 30 décrivent des faits réels ou fabuleux, des animaux réels ou mythiques, des plantes et des astres. Sur les 14 histoires de monstres, 6 sont fabuleux et 8 sont identifiables (du point de vue moderne, par la tératologie).
Pour Boaistuau, les monstres résultent de la colère divine. Ils ont pour fonction de mettre l'homme face à ses fautes et face à la puissance de la Création susceptible de produire des choses hors-nature dans la nature. Le monstre est étymologiquement ce qui se montre, en l'occurrence, la puissance divine produisant la terreur ou l'admiration.
Pour Boaistuau, toutes ces histoires sont véridiques, puisqu'elles ont été déjà racontées par des auteurs à qui on peut se fier. Il se rapproche ici d'un autre auteur de recueil extraordinaire, son contemporain Jean de Marconville, qui argumentait ainsi : « il y a tant de gens qui l'affirment que ce serait une impudence de vouloir le nier ».
Boaistuau décrit d'abord Satan, le premier des monstres. Outre la colère divine et le pouvoir des démons, l'imagination des femmes enceintes  peut s'inscrire sur le corps de l'enfant qu'elle porte (L'imagination est ici l'émotion associée à la vision d'une image). Les autres causes peuvent être l'excès, le manque ou la corruption de la semence, et la bestialité (accouplement avec un animal). Enfin, il critique les « mensonges des astrologues », car ce n'est pas un système théologique, où la nature est au service de Dieu.
13 ans après les Histoires prodigieuses de Boaistuau, Ambroise Paré publie à son tour Des monstres et prodiges en 1573 dont le contenu peut être considéré comme un plagiat, mais construit selon un plan original avec des appréciations personnelles.

### Le Théâtre du monde
Le Théâtre du monde de Pierre Boaistuau fut publié pour la première fois en 1558. Si on se fie aux éditions qui nous en restent, il semble avoir été un véritable succès de librairie durant toute la seconde moitié du XVIe siècle et le premier quart du XVIIe siècle avec des éditions publiées entre 1558 et 1622. Cet engouement pour le texte semble suggérer qu’il serait tout sauf rare et pourtant aucun autre exemplaire de cette édition n’est aujourd’hui connu. Le concept de «Theatrum mundi» est apparu pendant l’antiquité grecque et fut remis au devant de la scène pendant la Renaissance, particulièrement pendant l’ère baroque et le siècle d’or espagnol, durant lesquels voient le jour une série de personnages qui représentent leur époque (Don Quichotte, par exemple, est porteur de la comédie humaine de la folie). Cette notion suppose une mise en abîme qui permet le reflet avec le spectateur ou le lecteur. L’ouvrage de Boaistuau s’insère dans ce courant en illustrant les adversités auxquelles l’Homme doit faire face.
Alex Delusier a notamment souligné l'importance d'une de ces éditions, celle de 1581, publiée à Rouen, par Nicolas Lescuyer (conservée au fonds ancien de l'Université Rennes 2), relative au choix de l'éditeur concernant son petit format et son rapprochement avec l’Église anglicane, fortement polémique en France au XVIe siècle.

### Histoire tragique
- L’Histoire de Chelidonius Tigurinus sur l’institution des Princes Chrestiens et origine des Royaumes, Traduit de Latin en Francoys...Avec un traite de paix et de guerre, et un autre de l’excellence et dignite de Mariage. Ensemble une autre hystoire de la fausse religion de Mahommet, et par quel moyen. Anvers, Jacques Monnotz, 1570. Il y eut 10 éditions depuis la première de Paris, Sertenas, 1556 jusqu’à celle de Lyon, Rigaud, en 1585. C’est la première édition complète des autres traités : Paix et guerre, Excellence du Mariage est celle de Paris, Marnef, 1578. Il semblerait que ces divers traités aient paru pour la première fois dans cette édition de 1570. Une édition en anglais, traduite par James Chillester est parue à Londres en 1571, avec les traités de la Paix et de la Guerre et l’Excellence du mariage.
- Histoire des persécutions de l'église chrestienne et catholique. Paris, R. Le mangier, 1576.
- Le Théâtre du monde, où il est fait un ample discours des misères humaines, 1558.
- Les Amants fortunés.
- Histoires tragiques, Paris, 1559. Traduites de Matteo Bandello.